# آن این سوک
آن این سوک (انگلیسی: Ahn In-sook؛ زادهٔ ۱۸ اکتبر ۱۹۵۲) یک هنرپیشه، و بازیگر سینما اهل کره جنوبی است.